# Hulsig
Hulsig (tot 2010: Hulsig Kirkedistrikt)  is een parochie van de Deense Volkskerk in de Deense gemeente Frederikshavn. De parochie maakt deel uit van het bisdom Aalborg en telt 153 kerkleden op een bevolking van 153 (2004).
Historisch was de parochie deel van de herred Horns. In 1970 ging Hulsig op in de nieuw gevormde gemeente Skagen, die in 2007 opging in de vergrote gemeente Frederikshavn.
Hulsig kreeg in 1894 een eigen kerk. Dat was destijds de parochiekerk voor Skagen Landdistrikt, een distrikt binnen de parochie van Skagen. In 2010 werd Hulsig alsnog een zelfstandige parochie.
Abildgård · Albæk · Åsted · Bangsbostrand · Elling · Flade · Frederikshavn · Gærum · Hørby · Hulsig · Jerup · Karup · Kvissel · Lyngsaa · Østervrå · Råbjerg · Sæby · Skærum · Skæve · Skagen · Torslev · Understed · Volstrup